# تلفن بی‌سیم

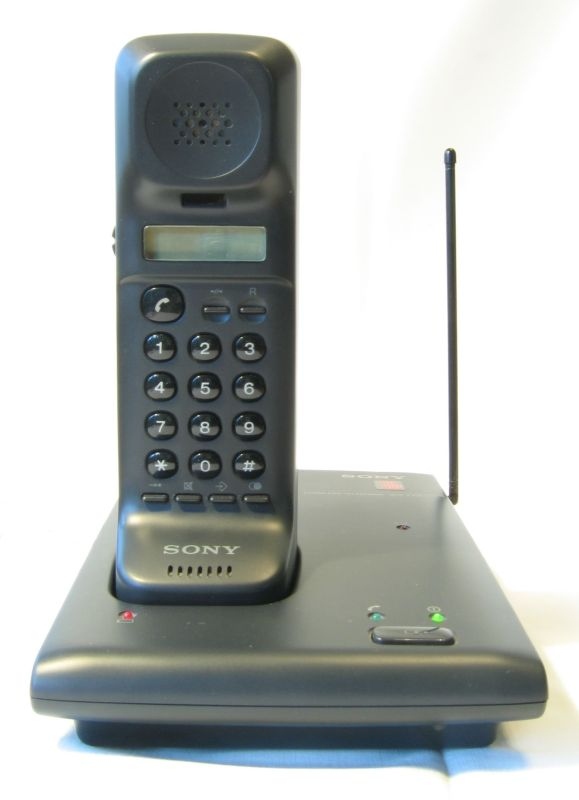
تلفن بی سیم

تلفن‌های بی‌سیم، تلفن‌هایی هستند که در آن‌ها به جای استفاده از کابل، از امواج به‌منظور برقراری ارتباط بین دستگاه‌تلفن و گوشی آن استفاده می‌گردد.
برخی بر این اعتقادند که اولین تلفن‌های بی‌سیم در سال ۱۸۸۰ توسط الکساندر گراهام‌بل و چارلز سامرتینتر اختراع شده‌اند، اما در میانهٔ دههٔ چهل‌میلادی بود، که این‌موضوع اکتشاف‌شد، که می‌توان از طریق استفاده امواج رادیویی برای انتقال ارتباط استفاده‌نمود.
در دههٔ ۵۰ و ۶۰ میلادی افراد بسیاری سعی در ساخت نوعی‌از تلفن‌بی‌سیم داشتند، اما از لحاظ رسمیت یافتن این‌نوع از تلفن‌ها، در عمل تلفن‌های بی‌سیم بارنخست در دههٔ هفتاد میلادی اختراع‌شدند، و در سال‌های دههٔ ۸۰میلادی برای نخستین‌بار برای فروش به عموم مردم به بازارها عرضه شدند، در سال ۱۹۸۶ میلادی رنج (بازه‌ی) 47-49 MHz برای کارکرد این‌دست از تلفن‌ها تعیین شد. بعدها با افزایش این‌دامنه رنج فرکانسی تلفن‌های بی‌سیم امکان یافتند تا با تداخلاتی کمتر و صرف انرژی کمتر کارکنند.
دکتر ریموند فیلیپس، به عنوان مخترع این نوع تلفن در دههٔ ۵۰میلادی شناخته‌شده‌است. در منابعی نیز شخصی به نام تری پال، به عنوان مخترع تلفن‌بی‌سیم معرفی‌شده‌است، و همچنین عنوان شده‌است دلیل عدم ثبت این اختراع توسط وی مشکلات قانونی از نظر نیاز به مجوزها جهت استفاده از امواج رادیویی بوده‌است. در افکاری عمومی شخصی به نام جنرال جورج سوی‌گرت به عنوان مخترع دستگاه در سال ۱۹۶۶، به منظور استفاده‌های نظامی شناخته‌شده‌است.
در سال ۱۹۹۰ فرکانس 900 MHz برای تلفن‌های بی‌سیم در نظر گرفته‌شد. در سال ۱۹۹۸ فرکانس 2.4 GHz برای این‌دست تلفن‌ها در نظرگرفته شد و بعدها در سال ۲۰۰۳ این رنج تا 5.8 gigahertz افزایش‌یافت.